# Championnat d'Asie masculin de basket-ball 1995
Navigation
Indonésie 1993 Arabie saoudite 1997
Le championnat d'Asie de basket-ball 1995 est la dix-huitième édition du championnat d'Asie des nations. Elle s'est déroulée du 17 au 26 juin 1995 à Séoul en Corée du Sud.

## Classement final
| Position | Équipe              | Bilan |
| -------- | ------------------- | ----- |
| 1        | Chine               | 9v-0d |
| 2        | Corée du Sud        | 6v-2d |
| 3        | Japon               | 7v-2d |
| 4        | Taïwan              | 6v-3d |
| 5        | Kazakhstan          | 6v-2d |
| 6        | Arabie saoudite     | 4v-4d |
| 7        | Ouzbékistan         | 3v-4d |
| 8        | Kirghizistan        | 3v-5d |
| 9        | Émirats arabes unis | 5v-2d |
| 10       | Iran                | 5v-3d |
| 11       | Koweït              | 4v-4d |
| 12       | Philippines         | 2v-5d |
| 13       | Inde                | 4v-4d |
| 14       | Malaisie            | 3v-5d |
| 15       | Hong Kong           | 2v-6d |
| 16       | Thaïlande           | 1v-7d |
| 17       | Jordanie            | 2v-4d |
| 18       | Indonésie           | 1v-5d |
| 19       | Sri Lanka           | 0v-6d |